# Axel Rudi Pell
Axel Rudi Pell (Bochum, 27 giugno 1960) è un chitarrista heavy metal tedesco.
Conosciuto con il soprannome The German Guitar Wizard, Axel esordì nel mondo musicale suonando negli Steeler, con la quale si esibì dal 1984 al 1988 pubblicando quattro album. Nel 1989 decise di lasciare il gruppo per fondare una sua band, gli Axel Rudi Pell, con la quale ha fino ad oggi pubblicato 12 album in studio.
Tra i suoi gruppi e artisti preferiti, gli stessi descritti come sue maggiori fonti di ispirazione, troviamo i Rainbow, i Deep Purple, Ronnie James Dio, Ritchie Blackmore, Uli Jon Roth, Jimi Hendrix, Michael Schenker e Yngwie Malmsteen, Kiss.

## Biografia
La carriera musicale di Axel Rudi Pell iniziò nel 1980 quando si unì nel ruolo di chitarrista alla band heavy metal Steeler, con la quale pubblicò un totale di quattro album, vendendo oltre 30,000 copie del loro maggiore successo, l'album Strike Back. Nel 1988, dopo la pubblicazione di Undercover Animal, la band si sciolse.
Nel novembre dello stesso anno, Pell fondò il suo omonimo gruppo, gli Axel Rudi Pell, assieme a Jörg Deisinger (ex-Bonfire), Jörg Michael, Thomas Smuszynski (ex-U.D.O.) e Charlie Huhn (Ted Nugent, Gary Moore, Victory). L'album di debutto, Wild Obsession, fu pubblicato l'anno seguente, e ad esso seguì Nasty Reputation, per il quale Pell ingaggiò alla voce Rob Rock (M.A.R.S, Impellitteri), il quale fu però sostituito già durante la tournée da Jeff Scott Soto. Con il nuovo cantante la band pubblicò Eternal Prisoner (1992), a cui seguiranno la raccolta The Ballads, Between the Walls (1994), il live Made in Germany, dischi che contribuirono notevolmente ad aumentare la fama del chitarrista e di conseguenza del gruppo. Il disco Black Moon Pyramid (1996) raggiunse le classifiche nazionali, come il seguente Magic, il quale inaugurò l'idea del concept fantascientifico che sarà il tema dominante delle successive pubblicazioni discografiche.
Dopo questa pubblicazione, Soto lasciò il gruppo e venne sostituito da Johnny Gioeli alla voce. L'album Oceans of Time fu il disco di maggiore successo commerciale della carriera del chitarrista e pose le basi per i successivi album, The Masquerade Ball (2000), Shadow Zone (2002), Kings and Queens (2004), Mystica (2006), a cui seguì Tales of the Crown (2008), numero 41 nelle classifiche tedesche.
Nel 2010 è uscito The Crest, nel 2012 Circle of the Oath e nel 2014 Into The Storm.
Nel 2016 esce Game of Sins, nel 2018 Knights call enel 2020 Sign of the times.
nel 2021 vede la luce Diamonds Unlocked 2, il secondo album di cover reinterpretate dalla band.
Nel 2022 si torna in carreggiata con Lost XXIII.

## Discografia
Con gli Steeler
- 1984 - Steeler
- 1985 - Rulin' the Earth
- 1986 - Strike Back
- 1988 - Undercover Animal

Con gli Axel Rudi Pell
- 1989 - Wild Obsession
- 1991 - Nasty Reputation
- 1992 - Eternal Prisoner
- 1994 - Between the Walls
- 1996 - Black Moon Pyramid
- 1997 - Magic
- 1998 - Oceans of Time
- 2000 - The Masquerade Ball
- 2002 - Shadow Zone
- 2004 - Kings and Queens
- 2006 - Mystica
- 2007 - Diamonds Unlocked (Cover album)
- 2008 - Tales of the Crown
- 2010 - The Crest
- 2012 - Circle of the Oath
- 2014 - Into the Storm
- 2016 - Game of Sins
- 2018 - Knights Call
- 2020 - Sign of the Times
- 2022 - Lost XXIII
- 2024 - Risen Symbol

## Strumentazione
- Fender Stratocaster
- Custom built ESP guitars
- Amplificatori Marshall da 100 e 50 Watt
- Ibanez Tube Screamer
- Pedale wah-wah Dunlop Cry Baby
- Multieffetto Rocktron Intelliflex
- Samson UHF Wireless System
- Corde Dean Markley e GHS 009 - 042
- Plettri Jim Dunlop, 1.5 mm con logo ARP bianco
- Triplo amplificatore XXX Peavey